# キモレステス目
キモレステス目（キモレステスもく、Cimolesta）は、絶滅した哺乳類の目の1つである。永らく系統不明であったいくつかの目を束ねるクレードとして1975年マッケナおよびベルによって設定された。

## 系統位置
広獣類に近縁もしくはその祖先であるとする見方と、真獣類の基底に位置し現生真獣類が放散する以前に分岐したグループとする見方がある。後者の場合、鱗甲目（食肉目と近縁）はキモレステス目に含まれない。

## 特徴
キモレステス目は極めて体型、歯式、生態の多様性に富んだグループであった。ただ概して言うならば、齧歯目、イタチ、オポッサムと表面的な類似が見られる（ただしこれらのうち系統的にいくぶん近いのはイタチのみである）。
歯式は基本的に、原始的な 3.1.4.3/3.1.4.3 を保っているが、パレオリクテス科では 3.1.3.3/3.1.3.3 に減っている。

## 亜目
含まれる亜目（あるいは目）は以下のとおり。各グループに目の階級を与え、それらを束ねるクレードのキモレステス類には目から上目にかけての適当な階級を与える場合もある。
†ディデルフォドゥス類 Didelphodonta虫食性の小動物。これには、キモレステス目の模式属であり、食肉目の祖先かもしれないキモレステス Cimolestes が含まれる。
†幻獣類 Apatotheria齧歯目ないし食虫目に似た、虫食性の動物。古い分類では食虫目または原真獣目。
†紐歯類 Taeniodonta大きな鉤爪、長い杭状の歯を持っていた。雑食性、草（根）食性。
†裂歯類 Tillodonta齧歯目に似た切歯を持ち、大型のものはクマ大に達した。
†汎歯類 Pantodonta蹄を持った大型の草食動物。古い分類では肉歯目または原真獣目。キモレステス目から除外することもある。
†パントレステス類 Pantolesta模式属のパントレステス Pantolestes は、イタチのような半水棲の肉食動物だった。上図のコピドドンはパントレステス類に属する。
†プトレマイア類 Ptolemaiida歯と頭骨の共通点からパントレステス類に含められていたプトレマイア科 Ptolemaiidae と、分類が不明だったケルバ Kelba 単型のケルバ科 Kelbidae からなる目。おそらくパントレステス類に近縁だが、（キモレステス目が属すローラシア獣ではなく）アフロテリアに属す可能性もある。
鱗甲類 Pholidotaセンザンコウ科1科が現生する。キモレステス目から除外することもある。
†パレアノドン類 Palaeanodonta + †エルナノドン類 Ernanodonta
おそらく互いに近縁で、有鱗類に近縁もしくは含められる。ただし、異節類に近縁な可能性もある。McKenna & Bell (1997) では、パレアノドン類は有鱗類に含められ、エルナノドン類はキモレステス目の下位に位置づけられていた。
有鱗類以外はいずれも新生代の前半に栄えた。ただし、中新世初期に東アフリカで絶滅したケルバ Kelba をキモレステス目に含めるならば、キモレステス目は白亜紀後期から中新世初期まで生き延びたことになる。
キモレステス目の群のいくつかは、かつては、うまく分類できない古生物をとりあえず所属させる「ゴミ箱分類群」としての旧食虫目や旧原真獣目に含められていた。
McKenna & Bell (2000) は翼手目をキモレステス目に加えたが、分子系統により否定された。

## 科
この分類では Cimolesta を中目 (mirorder) とし、その下位分類を目にしている。このソースに加え、プトレマイア目 Ptolemaiida を追加している。
- キモレステス大目 Cimolesta
  - †ディディモコヌス科 Didymoconidae
  - †ウィオレステス科 Wyolestidae
  - †ディデルフォドゥス目 Didelphodonta
    - †パレオリクテス科 Palaeoryctidae
    - †キモレステス科 Cimolestidae

  - †幻獣目 Apatotheria
    - †アパテミス科 Apatemyidae

  - †紐歯目 Taeniodonta
    - †スティリノドン科 Stylinodontidae

  - †裂歯亜目 Tillodonta
    - †エソニクス科 Esthonychidae (=†Tillotheriidae)

  - †汎歯目 Pantodonta
    - †Harpyodidae
    - †ベマラムダ科 Bemalambdidae
    - †パストラロドン科 Pastoralodontidae
    - †パントラムダ科 Pantolambdidae
    - †ティタノイデス科 Titanoideidae
    - †バリラムダ科 Barylambdidae
    - †Cyriacotheriidae
    - †パントラムドドン科 Pantolambdodontidae
    - †コリフォドン科 Coryphodontidae

  - †パントレステス目 Pantolesta
    - †パントレステス科 Pantolestidae
    - †Pentacodontidae
    - †パロキシクレヌス科 Paroxyclaenidae

  - †プトレマイア目 Ptolemaiida
    - †プトレマイア科 Ptolemaiidae
    - †ケルバ科 Kelbidae

  - 鱗甲目 Pholidota
    - †Eomanidae
    - †パトリオマニス科 Patriomanidae
    - センザンコウ科 Manidae

  - ?鱗甲目
    - †パレアノドン亜目 Palaeanodonta
      - †Escavadodontidae
      - †エポイコテリウム科 Epoicotheriidae
      - †メタケイロミュース科 Metacheiromyidae

    - †エルナノドン亜目 Ernanodonta
      - †エルナノドン科 Ernanodontidae